# 耿定
耿定，和州人，明朝官吏。
宣德年間，授刑部郎中，后改為浙江參議。正統九年，福建慶元人葉宗留與麗水陳鑒胡聚眾盜福建寶豐銀礦，福建參議竺淵鎮壓時陣亡。恰逢福建鄧茂七率眾謀反，陳鑒胡、鄧茂七、葉宗留三人在浙江、江西、福建等地流竄。耿定率眾平定，后遇害。